# Kryptogenius
Kryptogenius (лат.) — род жесткокрылых семейства Pterogeniidae. 5 видов.

## Распространение
Южная Азия (Индия), Юго-Восточная Азия (Индонезия, Малайзия).

## Описание
Мелкие жуки-микофаги. Длина тела от 1 до 2 мм. Лоб не окаймленный, плоский; фронтоклипеальный лобный шов отчетливый. Переднеспинка наиболее широкая посередине; основание обычно с парой удлиненных, глубоких, широко отдельных ямок. Предположительно, как и близкие группы живут на или внутри плодовых тел грибов-трутовиков (семейство Полипоровые, Polyporaceae).
Усики 11-члениковые. Максиллярный щупик 4-члениковый. Лабиум с 3-члениковым щупиком. Формула лапок 5-5-4.

## Систематика
Род был впервые выделен в 1992 году швейцарскими колеоптерологами Дэниелем Буркхардтом (Naturhistorisches Museum, Базель, Швейцария) и Иваном Лёблем (Музей естественной истории Женевы, Женева, Швейцария) для пяти своеобразных видов из Юго-Восточной Азии и Индии. Филогенетический анализ 1992 года даёт следующую группировку родов на кладограмме: (Kryptogenius + (Tychogenius + (Katagenius + (Pterogenius + Histanocerus)))):
- Kryptogenius acericornis Burckhardt & Löbl, 1992 — Индия (Керала)
- Kryptogenius bidentatus Burckhardt & Löbl, 1992 — Борнео (Сабах)
- Kryptogenius crassilobus Burckhardt & Löbl, 1992 — Суматра
- Kryptogenius longilobus Burckhardt & Löbl, 1992 — Ява
- Kryptogenius monilicornis Burckhardt & Löbl, 1992 — Борнео (Сабах)